# Drivtømmer
Drivtømmer er træ, der er blevet vasket på kysten af et hav, en sø eller en flod af vinden, tidevandet eller bølgerne. Det er en form for havaffald.
På nogle kyststrækninger er drivtømmer til stor gene. Men drivtømmer giver, husly og mad til fugle, fisk og andre havlevendearter, mens det flyder i havet. Pælekrebs, pæleorme og bakterier nedbryder træet og gradvist gøre det til næringsstoffer, der bliver en del af fødekæden. Nogle gange vasker det delvist nedbrudte træ i land, hvor det bliver hjemsted for fugle, planter og andre arter. Drivtømmer kan skabe grundlaget for klitter.
De meste drivtømmer er rester af træer, der er blevet vasket i havet, på grund af oversvømmelser, kraftig vind eller andre naturlige forekomster, eller som følge af skovhugst. Noget drivtømmer stammer fra tømmerflådning. Andet er menneskeskabte trægenstande, f.eks. bygninger, der er skyllet i havet under storme, trægenstande der er kastet i vandet fra kysten, emballage eller tabt gods fra skibe (strandingsgods), og resterne af skibbrudne træskibe og både (vraggods). Erosion og bølger kan gøre det vanskeligt eller umuligt at bestemme oprindelsen af et bestemt stykke drivtømmer.

## Drivtømmer historisk
Ifølge den nordiske mytologi, blev de første mennesker, Ask og Embla, dannet ud af to stykker drivtømmer, en ask og en elm, af guden Odin og hans brødre, Vile og Ve.
Vikingerne kastede træ i havet før landkending, hvor træet skyllede i land angav, hvor de skulle bygge deres mjødhal. Det anvendte træ kom til at indgå som højsædets søjler i den nye hal.
Drivtømmer fra arktiske floder var den vigtigste, eller nogle gange den eneste, kilde til træ for nogle Inuit-samfund, der levede nord for trægrænsen, indtil de kom i regelmæssig kontakt med de europæiske forhandlere. Traditionelle inuit-kajakken blev bygget af drivtømmerrammer beklædt med skind.

### Færøerne og Island
På Færøerne og Island var drivtømmer meget vigtigt i ældre tid, da der ikke vokser træer vildt og drivtømmer derfor var så godt som den eneste mulighed for at få tømmer. På færøsk og islandsk kaldes drivtømmer for rekaviður. Der findes et gammelt færøsk sagn, som bl.a. omhandler drivtømmer. Det blev sagt, at Mykines fik tre gaver: drivtømmer, døgling og sule. Betingelsen for at få lov til at beholde gaverne, der ville komme hvert år, var at folk fra øen aldrig måtte sige noget dårligt om dem. De kom til at sige noget dårligt om drivtømmeret, hvorefter det aldrig kom igen. De kom også til at grine af døglingen, da den kun havde et øje, hvorefter den forsvandt og kom ind til bygderne Hvalba og Sandvík i stedet.
For Islands vedkommende nævner både Grágás og Jonsbogen "viðarmark" det vil sige "vedmærkning" af drivtømmer.

### Grønland
Også på Grønland har drivtømmer spillet en vigtig rolle gennem tiden. Drivtømmer stammede ofte fra sibiriske skove og blev af isen ført med havstrømme fra Ruslands kyster ud i Ishavet og ned langs Grønlands østkyst, rundt om Kap Farvel og op langs vestkysten. Blandt andet har skiftende eskimoiske kulturer udnyttet drivtømmer til at lave redskaber og hjælpemidler af: Saqqaq-kulturen udnyttede fx drivtømmer til at lave buer af til skåle og til skafter, desuden til teltstænger og kajakspanter, mens Dorset-kulturen udnyttede drivtræ til at lave figurer af desuden shamanmasker. Senere har Thule-kulturen udnyttet drivtømmer f.eks. til at bygge konebåde, trædukker og kunst. Også nordboerne udnyttede drivtømmer til at fremstille redskaber af: skærebrædder, skåle, drikkekar mm.